# Ben Lawers
Ben Lawers, in het Schotse district Perthshire, is de naam van een bergmassief ten noorden van Loch Tay en van de hoogste top, centraal gelegen in de 12 km lange richel die alle bergen verbindt.
Ben Lawers is te bereiken via wandelpaden over lange, met gras begroeide hellingen die vertrekken aan de weg die ten noorden van Loch Tay loopt. Ze vertrekken aan het dorp Lawers, bij het Lawers Hotel aan de A827 en volgen het riviertje Lawers langs enkele boerderijen en huisjes. Lawers was eens een dorp met meer dan 1000 inwoners waar een aantal vlasspinnerijen in bedrijf waren met een dozijn molens waarvan er nog drie restten maar geen enkele nog functioneert.
De meeste toeristen rijden naar de parkeerplaats die voorzien langs de weg die aan de westzijde van Ben Lawers ligt en naar Bridge of Balgie loopt, een dorp in Glen Lyon. Deze single track road verlaat de A827, iets ten westen van Lawers, in noordelijke richting; de parkeerplaats ligt 4 km verderop.
De hoogste piek, Ben Lawers, heeft een hoogte van 1214 m en hij is moeilijk te zien vanaf Loch Tay of vanaf de parkeerplaats. De top die prominent aanwezig is, is Beinn Ghlas (Schots-Gaelisch voor grijsgroene heuvel), 1103 m hoog. Ben Lawers ligt ten noorden van Beinn Ghlas. De volledige oostelijke zijde van de richel tussen Ben Lawers en An Stuc (zie foto) is steil en met rotsblokken bezaaid en het meest indrukwekkend van dit berggebied.
Een cairn markeert de piek van Ben Lawers. Het is alles wat rest van een 7 meter hoge constructie uit 1878, opgetrokken door ene Malcolm Ferguson afkomstig uit Glasgow om Ben Lawers op te kunnen nemen in de selecte groep van bergen hoger dan 4000 voet in Schotland.

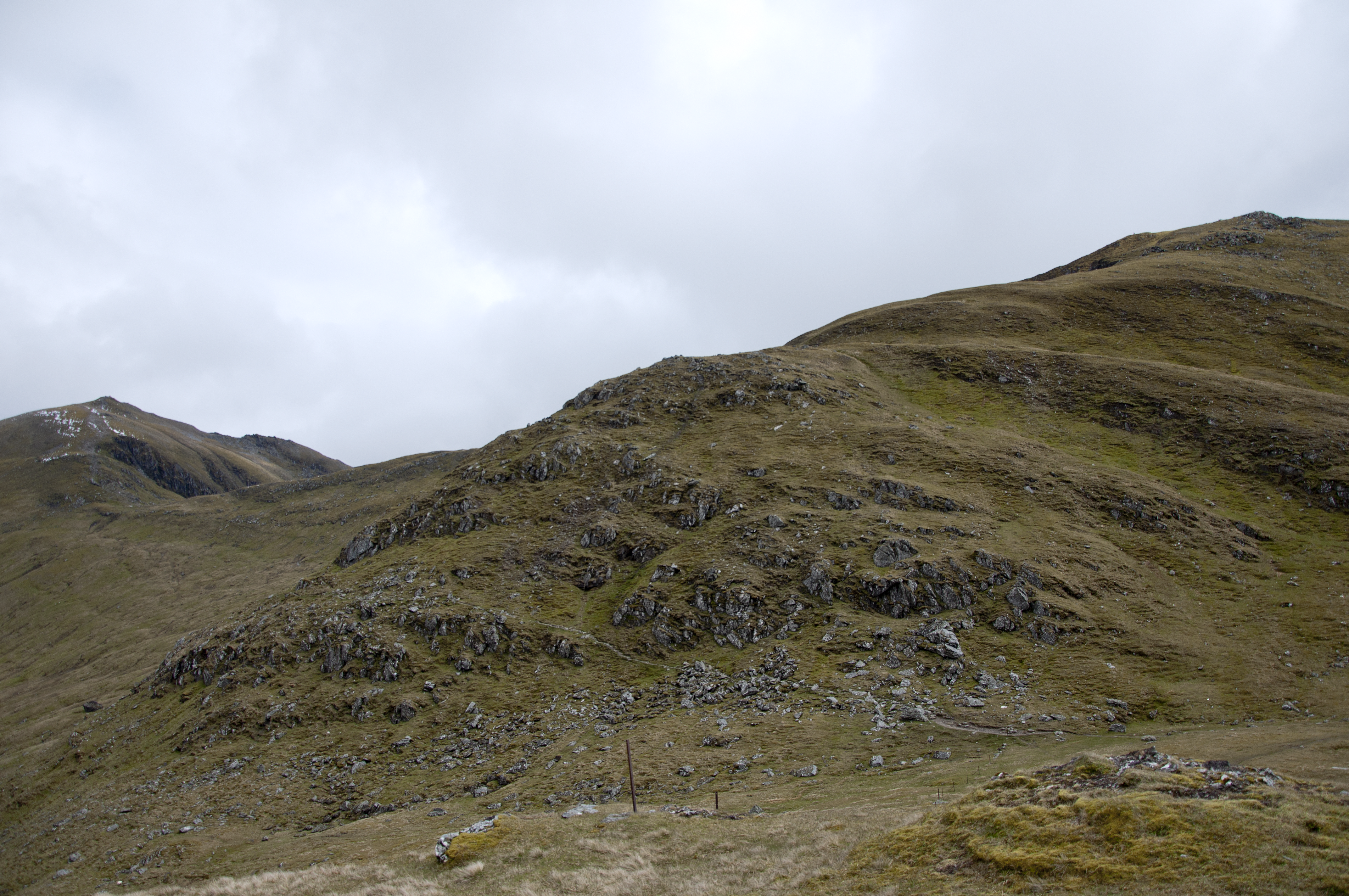
Ben Lawers (links) en Beinn Ghlas
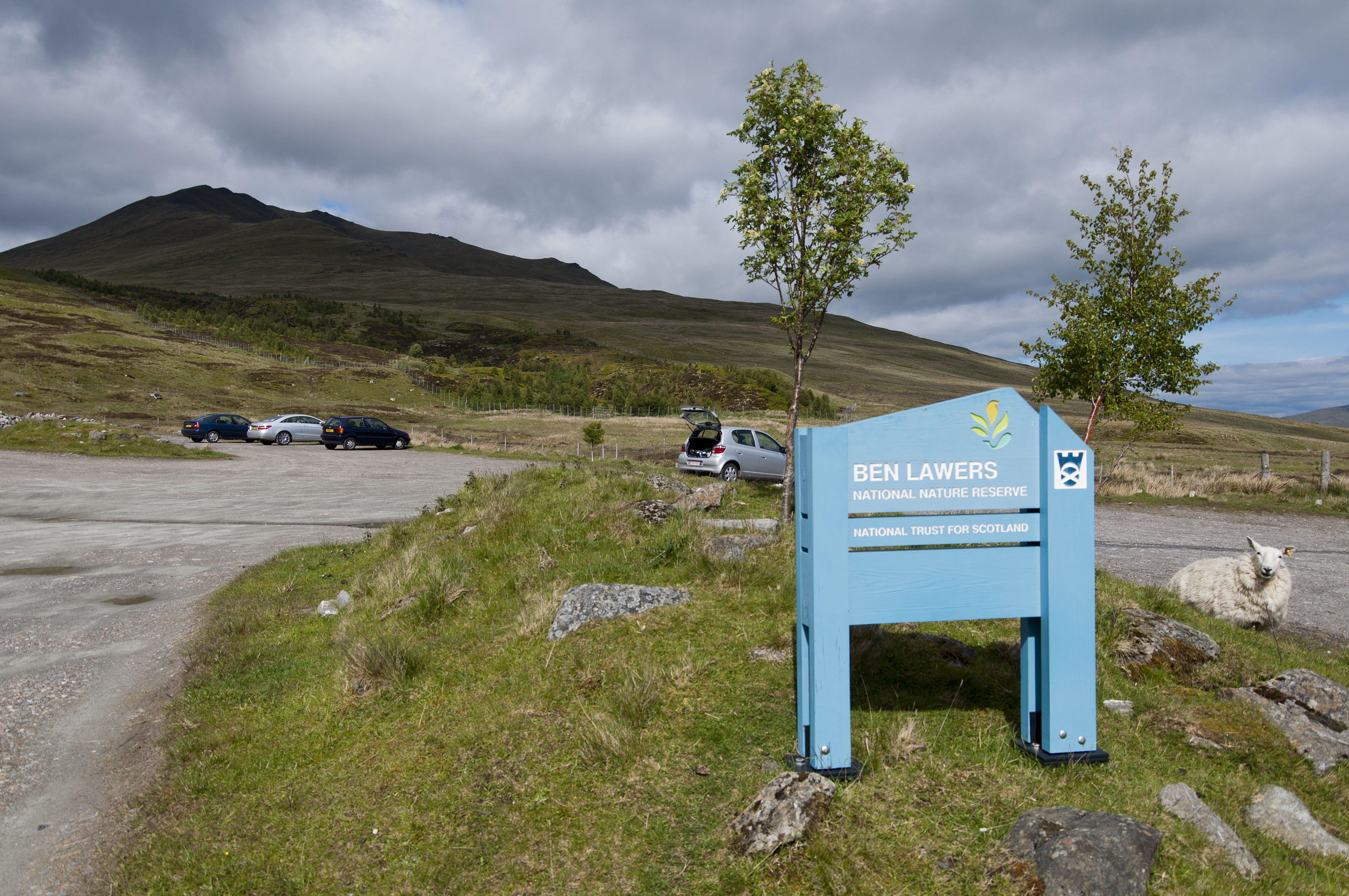
Beinn Ghlas vanaf de parkeerplaats
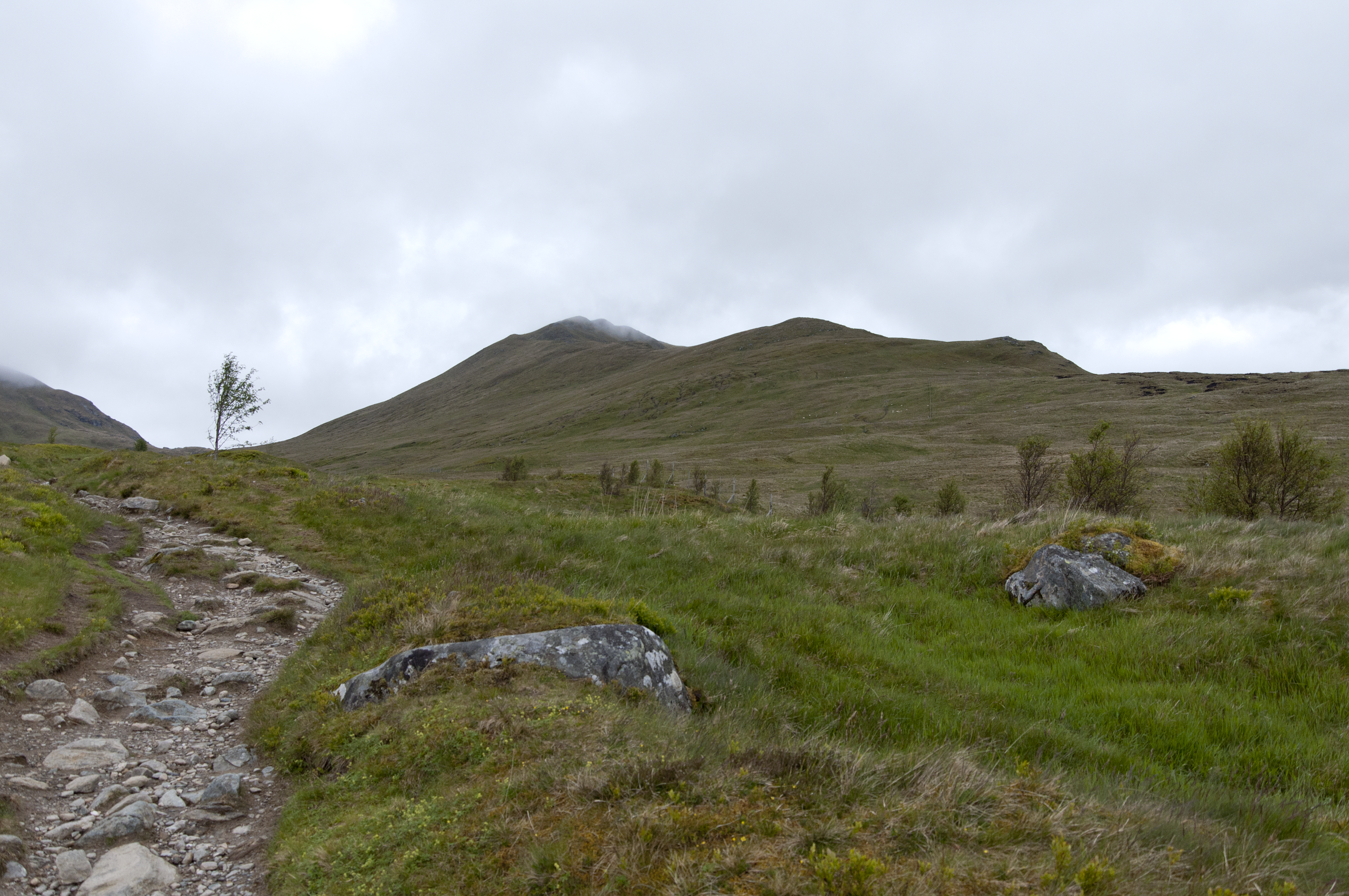
Het wandelpad vanaf de parkeerplaats met de kam van Beinn Ghlas